# شهرستان بادهان
شهرستان بادهان (به لاتین: Badhan District) یک منطقهٔ مسکونی در سومالی‌لند است که در سناج (سومالی) واقع شده‌است.